# Piotr Jaroszewicz
Tướng Piotr Jaroszewicz (['pjɔtr jarɔˈʂɛvit͡ʂ] ⓘ; 8 tháng 10 năm 1909 - 1 tháng 9 năm 1992) là một chính khách người Ba Lan thời hậu Thế chiến II. Ông từng là Thủ tướng Ba Lan từ năm 1970 đến 1980. Sau khi bị buộc thôi việc, ông sống lặng lẽ ở ngoại ô Warszawa cho đến khi bị sát hại vào năm 1992.

## Cuộc đời và sự nghiệp
Jaroszewicz sinh ngày 8 tháng 10 năm 1909 tại Nieśwież, thuộc Quận Minsk của Đế quốc Nga (Belarus ngày nay). Sau khi học xong trung học ở Jasło, ông bắt đầu làm giáo viên và hiệu trưởng ở Garwolin. Sau khi Chiến tranh thế giới thứ hai bùng nổ và liên minh Đức Quốc xã-Liên Xô được thành lập bởi Hiệp ước Molotov-Ribbentrop, ông chuyển đến khu vực Ba Lan do Liên Xô chiếm đóng. Đã có tin đồn rằng ông là hiệu trưởng tại trường trung học ở Pinsk. Tuy nhiên, vào ngày 10 tháng 7 năm 1940, ông bị trục xuất khỏi Stolin đến Slobodka, vùng Krasnoborski, Arkhangelsk, cùng với người vợ đầu tiên Oksana Gregorevna (sinh tại Salov/Calow năm 1914) và con gái Olila (sinh năm 1940). Năm 1943, ông gia nhập Đội quân Ba Lan số 1 của Tướng Zygmunt Berling. Năm sau đó, ông gia nhập Đảng Công nhân Ba Lan và được thăng chức Phó chính ủy Quân đoàn 1.
Sau chiến tranh, ông trở thành Thứ trưởng Bộ quốc phòng (1945–1950). Từ năm 1956, ông là đại sứ Ba Lan tại COMECON. Đồng thời từ năm 1952 đến năm 1970, ông giữ chức Phó Thủ tướng Ba Lan và một thời gian ngắn (1954–1956) là Bộ trưởng Bộ Công nghiệp khai khoáng. Jaroszewicz là thành viên của Ban Chấp hành Trung ương của Đảng Công nhân Thống nhất Ba Lan kể từ khi thành lập vào năm 1948 và từ năm 1964, ông cũng là thành viên của Bộ Chính trị. Từ tháng 12 năm 1970 đến tháng 2 năm 1980, ông là Thủ tướng Ba Lan. Các chính sách kinh tế của Jaroszewicz và Edward Gierek đã dẫn đến một làn sóng phản đối vào năm 1976 và 1980. Năm 1980, ông từ bỏ tất cả các chức vụ trong đảng và bị khai trừ khỏi đảng vào năm sau đó.

## Cái chết

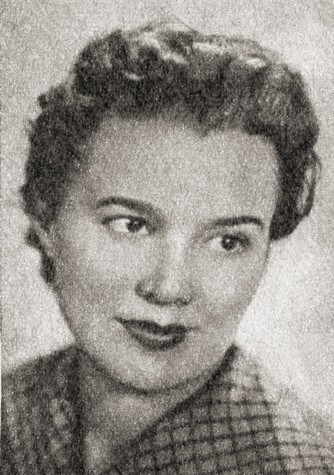
Alicja Solska-Jaroszewicz

Sau khi rời nhiệm sở và đảng, Jaroszewicz và người vợ thứ hai Alicja Solska định cư ở vùng ngoại ô Warszawa Anin. Hai vợ chồng chủ yếu sống tách biệt và không giao du nhiều. Jaroszewicz bị ám ảnh với chuyện an ninh; ông đã cho xây dựng một hàng rào dài 3,3 mét phủ đầy dây kẽm gai xung quanh biệt thự của mình. Những người hàng xóm cho biết, khi ông dắt con chó Rottweiler của mình đi dạo, ông thường mang theo một khẩu súng lục bên mình.
Bất chấp những biện pháp này, con trai của ông, Jan Jaroszewicz đã phát hiện ra hai vợ chồng ông bị sát hại khi ghé thăm nhà vào ngày 3 tháng 9 năm 1992. Khí độc đã được sử dụng để vô hiệu hóa con chó. Trên thi thể của Jaroszewicz được tìm thấy trong phòng làm việc trên lầu vẫn còn nguyên dây thắt lưng dùng để siết cổ ông, được cố định bằng một chiếc rìu băng cổ từ bộ sưu tập của Jaroszewicz. Những kẻ tấn công cũng đã đánh ông nhưng đã băng bó vết thương.
Thi thể của Solska ở bên cạnh chồng bà. Hai tay bà bị trói ra sau lưng, và bà đã bị bắn vào đầu ở cự ly gần bằng một trong những khẩu súng săn của hai vợ chồng. Các nhà điều tra tin rằng trước đó bà đã làm bị thương được một trong những kẻ giết người trong quá trình vật lộn với người đó, vì máu của bà và một người không rõ danh tính được tìm thấy trong một căn phòng khác trong nhà.
Những kẻ giết người dường như đã khám xét mọi căn phòng trong ngôi nhà. Tuy nhiên, họ chỉ lấy đi những gì được cho là tài liệu từ một két sắt. Những đồng tiền cổ và tác phẩm nghệ thuật có giá trị đã bị bỏ lại, cho thấy những tên trộm không bị thúc đẩy bởi lợi ích tài chính.
Bạn bè và gia đình nói rằng Jaroszewicz thậm chí còn bị hoang tưởng hơn bình thường vào những ngày trước khi vụ án mạng xảy ra, được xác định là vào ngày 1 tháng 9, hai ngày trước khi thi thể được phát hiện. Vụ án mạng đã nhận được sự chú ý đáng kể của giới truyền thông ở Ba Lan, do cả quá khứ lãnh đạo của Jaroszewicz và sự tàn bạo của vụ án. Các giả thuyết chưa được chứng minh lưu hành cho rằng những kẻ giết người đã tìm kiếm thông tin để tống tiền các nhà lãnh đạo Đoàn kết, hoặc là nạn nhân của chế độ Cộng sản đang tìm cách trả thù hoặc tìm bằng chứng về các tội ác trong quá khứ.